# Wolfgang Amling jun.
Wolfgang Amling, latinisiert Wolfgangus Amlingus, (* 14. Juli 1569 in Zerbst; † 8. Juli 1613 ebenda) war ein deutscher Jurist.

## Leben
Er war der Sohn des reformierten Theologen und Konfessionalisten im Fürstentum Anhalt, Wolfgang Amling, (* 8. März 1542 in Münnerstadt; † 18. Mai 1606 in Zerbst) und dessen Ehefrau Dorothea geborene Krebs. Nach dem Schulbesuch in Zerbst studierte er an den Universitäten Wittenberg, Heidelberg und Basel Rechtswissenschaften und promovierte 1598 in Basel zum Doktor beider Rechte. Als solcher wurde er 1602 Professor Juris am Fürstlichen Gymnasium in Zerbst und 1612 bestätigter Syndikus der Stadtpolizei in Zerbst. Er starb kurz vor seinem 44. Geburtstag und wurde am 12. Juli 1613 bestattet. Die von Magister Johann Theobold, Pfarrer zu St. Niclas in Zerbst, gehaltene Leichenpredigt erschien bei Zacharias Dörffer in Druck.
1599 heiratete Wolfgang Amling in Heidelberg Gertrud geborene Backofen, Tochter des Bürgermeisters Reinhard Backofen aus Leipzig. Mit ihr zog er nach Zerbst und hatte sechs Kinder.